# 1993년 세계 무역 센터 폭탄 테러
1993년 세계 무역 센터 폭탄 테러는 1993년 2월 26일, 미국 뉴욕 세계 무역 센터에 대한 폭탄 테러 사건이다. 미수에 그쳤으나 6명이 사망하고 수천 명이 부상을 입었다.

## 배경

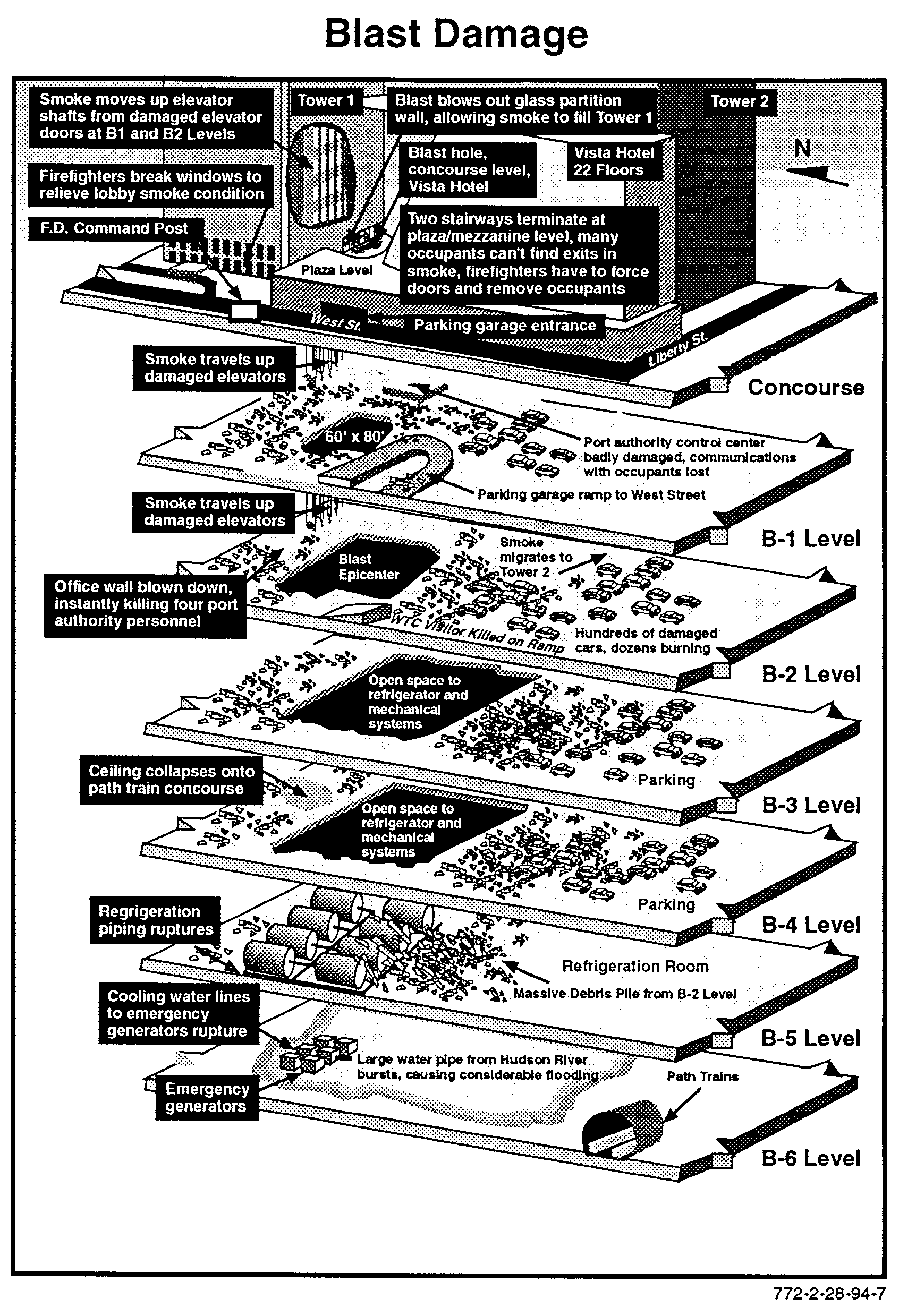
폭탄 테러로 인해 피해를 입은 곳을 표시한 지도.

이스라엘의 팔레스타인 공격을 지원하는 미국으로 인해 중동지역은 반미감정이 극에 달하였고, 얼마 후 알카에다는 테러 계획을 수립하였다. 미국의 상징인 세계 무역 센터를 파괴하는 것이었다. 최초의 계획은 1WTC에 폭탄을 터트려 2WTC 방향으로 무너트려 25만명의 희생자를 만드는 것이었다.

## 진행

### 테러 준비
- 1990년경 행동대장 람지 유세프는 알카에다 트레이닝 캠프에서 훈련을 받는다.
- 1991년 9·11 테러를 처음 계획한 것으로 알려진 유세프의 사촌 칼리드 셰이크 모하메드의 도움을 받아 미국을 향한 폭탄 테러 계획을 세우기 시작한다.
- 1992년 대원들이 입국하기 시작한다. 람지 유세프와 또 다른 대원인 아메드 아자와 허위 여권으로 입국하지만 아메드 아자는 검문에서 폭탄 제조서가 발견되어 입국 금지당한다.
- 1992년~1993년 람지 유세프는 폭탄을 제조하기 시작한다.

### 테러
- 1993년 2월 중순에 람지 유세프는 폭탄 제조를 완료, 렌트한 라이더 밴에 폭탄을 장착한다.
- 테러 얼마 전, 유세프는 언론사에 편지를 보내 미국의 이스라엘에 대한 원조 중단, 미국과 이스라엘의 외교 단절, 미국의 중동 국가에 대한 내정 간섭 중단 3가지를 요구하며 요구 사항이 실행되지 않으면 세계 무역 센터가 첫번째 공격의 대상이 될 것이라고 주장했다.
- 1993년 2월 26일 테러가 실행되었다. 람지 유세프와 에야드 이모일은 차를 지하 2층에 세우고 도화선에 불을 붙인 다음 도주했다. 12분 후 폭탄이 폭발, 6명이 사망하고 1,042명이 부상당했다.

### 피해
비상 발전기가 손상되었다. 또한 지하에 큰 구덩이가 생겼으며, 환풍 장치가 고장나 93층까지 연기가 올라갔다. 파워라인의 손상으로 35층과 36층 사이에 17명의 유치원생이 갇히는 등 엘리베이터에 갇힌 사람도 많았다. 3WTC는 바로 아래 지하주차장 출입구가 있어서 큰 피해를 입었다. B2~B4층의 팬케이크 붕괴로 300~400대의 차량이 파손되었다. 전기가 끊기면서 뉴욕의 대부분의 라디오와 텔레비전 방송국이 일주일가량 무선 방송을 할 수 없었고, 맨해튼 남쪽의 통화 역시 원활하지 못했다.

#### 층별 피해 상황
- 1, 2WTC 93층까지 연기가 올라갔다.
- 1층 - 바닥에 구덩이가 발생했다.
- B1층 - 더 큰 구덩이 (600x800m)가 생겼다.
- B2층 - B1층보다 3~4배 더 큰 구덩이가 발생했다. 이것은 B3~B4층까지 팬케이크 붕괴를 일으켰다.
- B3~B4층 - B2층보다 2~3배 큰 구덩이가 생겼다.
- B5층 - 비상발전기가 파손되었다. 7WTC 변압기가 폭발 조짐을 보였다.
- B6층 - B5층 비상발전기의 냉각수가 유출되어 큰 웅덩이가 고였다.

### 사망자 명단
- 모니카 스미스 (Monica Smith, 1958 ~ 1993 ) 사무실 비서.
- 모니카 스미스의 태아
- 로버트 킬크패트릭 (Robert Kilkpatric, 1932 ~ 1993 ) WTC 관리소장
- 빌 맥코 (Bill Macko, 1946 ~ 1993 ) 기계실 관리자
- 스테픈 냅 (Stephen Knapp, 1945 ~ 1993 ) 기계실 관리소장
- 존 디지오반니 (John DiGiovanni, 1948 ~ 1993 ) 영업사원
- 윌프레도 메르카도 (Willfredo Mercado, 1956 ~ 1993 ) 레스토랑 Windows on the world 대표.

### 경과
테러 수시간 후 테러범들은 파키스탄으로 도주했다.
한편 FBI는 처음 폭발을 5층 변압기의 폭발로 생각했으나 폭탄 성분이 검출되자 명백한 테러로 규정짓고 조사를 시작했다. 결국 이들이 테러에 사용한 밴의 파편을 찾아내어 밴의 일련번호를 추적, 모하메드 살라메를 용의선상에 올린다. 그런데 모하메드 살라메는 아파트 보증금을 받지 못해 1993년 3월 초 재입국했다가 체포당했다. 모하메드 살라메를 취조한 것을 바탕으로 압둘 라만이 체포되는데 압둘 라만이 살던 아파트에 니달 아야드, 마흐머드 아보할리마, 아메드 아자 등이 있었다. 결국 이 3명도 모조리 체포당했다. 살라메흐는 불구속 석방 후 이라크로 달아났다.
1994년 잡혀있는 테러범들에게 종신형이 선고되고, 1995년 1월 7일 람지 유세프도 체포된다. 그런데 람지 유세프는 체포 후 조사관들에게 의미심장한 말을 했다.
| “ | 이건 단지 시작일 뿐이야! | ” |
|   | — 람지 유세프, 1995년    |   |

람지 유세프는 1997년 징역 240년 을 선고받았다.
한편 세계무역센터는 수리를 끝내고 1994년 개방했다.
한편 세계무역센터 광장에는 테러를 기억하는 조형물이 설치되었는데, 9.11 테러로 인해 파괴되었다. 이후 조형물의 일부 잔해가 수습되었고, 9.11 테러의 잔해와 함께 전시되었다.
2011년에 내셔널 셉템버 11 메모리얼 & 뮤지엄이 개관하여 이 테러 희생자와 9.11 테러 희생자의 명단을 새겼는데, 그라운드 제로 북쪽 N-73번 자리에 1993년 테러 희생자들의 이름이 새겨졌다.

## 폭탄 특성
유세프는 이라크 폭탄 제조자인 압둘 라만 야신의 도움을 받아 590 kg 무게의 혼합 폭탄을 만들었다. 질산요소가 주성분이고, 여기에 알루미늄, 마그네슘, 산화제이철로 폭발물을 감쌌다.

## 같이 보기
- 보진카 계획
- 1998년 미국 대사관 폭탄 테러
- USS 콜 사건
- 9·11 테러
- 오클라호마시티 폭탄 테러
- 필리핀 항공 434편
- 이슬람 원리주의
- 이슬람 테러리즘
- 이슬람주의
- 지하디즘